# كيرك شامبرز
كيرك شامبرز (بالإنجليزية: Kirk Chambers)‏ هو لاعب كرة قدم أمريكية أمريكي، ولد في 19 مارس 1979 في بروفو في الولايات المتحدة.

## وصلات خارجية
- كيرك شامبرز على موقع مرجع كرة القدم المحترفة.كوم (الإنجليزية)